# Regras de Chargaff
As regras de Chargaff afirmam que o DNA de qualquer espécie deve ter uma razão estequiométrica de 1:1 de bases purina e pirimidina (ou seja, A + G = T + C) e, mais especificamente, que a quantidade de guanina deve ser igual à de citosina e a quantidade de adenina deve ser igual à de timina. Esse padrão é encontrado em ambas as fitas do DNA. As regras foram descobertas pelo químico austríaco Erwin Chargaff, no final dos anos 1940.

## Definições

### Primeira regra de paridade
A primeira regra sustenta que uma molécula de DNA de fita dupla, globalmente, tem igualdade de pares de bases percentuais: % A =%T e % G =%C. A validação rigorosa da regra constitui a base dos pares Watson-Crick no modelo de dupla hélice do DNA.

### Segunda regra de paridade
A segunda regra sustenta que % A ≈%T e %G ≈% C são válidos para cada uma das duas fitas de DNA. Isso descreve apenas uma característica global da composição de base em uma única fita de DNA.

## Pesquisa
A segunda regra de paridade foi descoberta em 1968. Ela afirma que, no DNA de fita simples, o número de unidades de adenina é aproximadamente igual ao da timina (%A ≈ %T), e o número de unidades de citosina é aproximadamente igual ao da guanina (%C ≈ %G).
A primeira generalização empírica da segunda regra de paridade de Chargaff, chamada de Princípio de Simetria, foi proposta por Vinayakumar V. Prabhu em 1993. Este princípio afirma que, para qualquer oligonucleotídeo, sua frequência é aproximadamente igual à frequência de seu oligonucleotídeo reverso complementar. Uma generalização teórica foi derivada matematicamente por Michel E. B. Yamagishi e Roberto H. Herai em 2011.
Em 2006, foi demonstrado que essa regra se aplica a quatro dos cinco tipos de genomas de fita dupla; especificamente, ela se aplica aos cromossomos eucarióticos, aos cromossomos bacterianos, aos genomas virais de DNA de fita dupla e aos cromossomos arqueanos. Não se aplica a genomas organelares (mitocôndrias e plastídios) menores que ~ 20-30 kbp, nem se aplica a genomas de DNA de fita simples (viral) ou a qualquer tipo de genoma de RNA. A base para esta regra ainda está sob investigação, embora o tamanho do genoma possa desempenhar um papel.

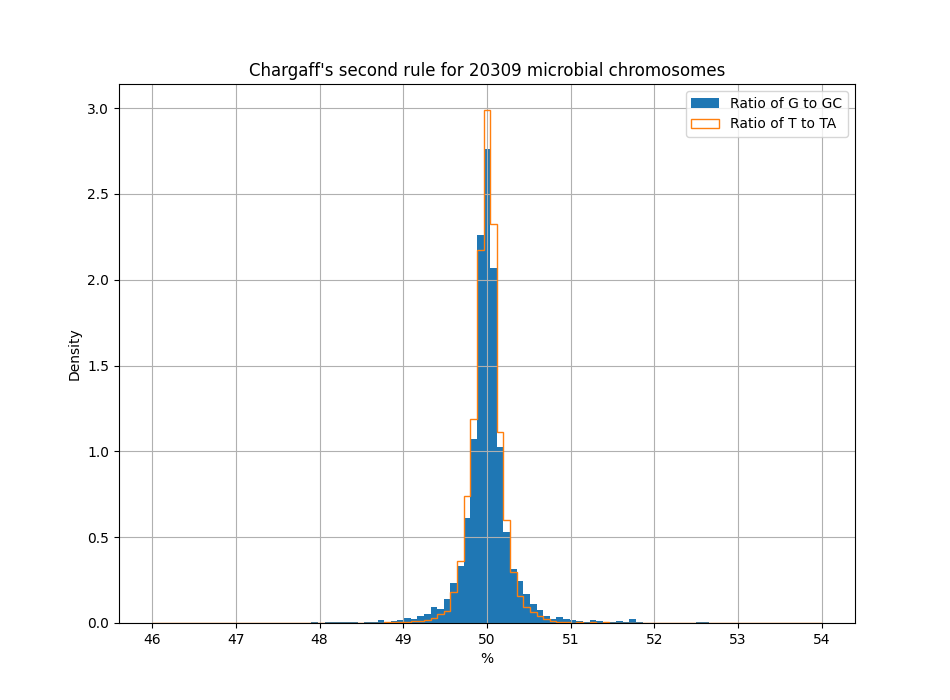
Histograma mostrando como 20309 cromossomos aderem à segunda regra de paridade de Chargaff

## Proporções relativas (%) de bases de DNA
A seguinte é uma amostra representativa dos dados de Erwin Chargaff em 1952, listando a composição de DNA de vários organismos:
| Organismo  | %A   | %G   | %C   | %T   | A/T  | G/C  | %GC  | %AT  |
| ---------- | ---- | ---- | ---- | ---- | ---- | ---- | ---- | ---- |
| Phi-X174   | 24,0 | 23,3 | 21,5 | 31,2 | 0,77 | 1,08 | 44,8 | 55,2 |
| Milho      | 26,8 | 22,8 | 23,2 | 27,2 | 0,99 | 0,98 | 46,1 | 54,0 |
| Polvo      | 33,2 | 17,6 | 17,6 | 31,0 | 1,05 | 1,00 | 35,2 | 64,8 |
| Pollo      | 28,0 | 22,0 | 21,6 | 28,4 | 0,99 | 1,02 | 43,7 | 56,4 |
| Rato       | 28,6 | 21,4 | 20,5 | 28,4 | 1,01 | 1,00 | 42,9 | 57,0 |
| Humano     | 29,3 | 20,7 | 20,0 | 30,0 | 0,98 | 1,04 | 40,7 | 59,3 |
| Echinoidea | 32,8 | 17,7 | 17,3 | 32,1 | 1,02 | 1,02 | 35,0 | 64,9 |
| Trigo      | 27,3 | 22,7 | 22,8 | 27,1 | 1,01 | 1,00 | 45,5 | 54,4 |
| Levedura   | 31,3 | 18.7 | 17.1 | 32.9 | 0.95 | 1.09 | 35.8 | 64,4 |
| E. coli    | 24,7 | 26,0 | 25,7 | 23,6 | 1,05 | 1,01 | 51,7 | 48,3 |